# آني ليبلانك
جوليانا غريس «آني» ليبلانك (بالإنجليزية: Annie LeBlanc)‏ (من مواليد 5 ديسمبر 2004) مغنية أمريكية، يوتيوبر، ممثلة، لاعبة جمباز سابقة. من بين أفراد العائلة شقيقتها الصغرى هايلي لابلانك وشقيقها الأكبر كاليب ليبانك بالإضافة إلى والديها كاتي ليبلانك وبيلي ليبلانك. ظهرت في مقاطع الفيديو عبر الإنترنت منذ أن كانت في الرابعة من عمرها ولديها متابعين كُثرعلى الإنترنت. تقوم بدور البطولة في فيلم «رويم» في الدراما العائلية تشيكن غيرلز على برات على موقع يوتيوب، كما لعبت دور رويم في فيلم تشيكن غيرلز.

## روابط خارجية
- آني ليبلانك على موقع IMDb (الإنجليزية)
- آني ليبلانك على موقع ميوزك برينز (الإنجليزية)
- آني ليبلانك على موقع قاعدة بيانات الفيلم (الإنجليزية)
- آني ليبلانك في قاعدة بيانات الأفلام على الإنترنت
- . على يوتيوب
- (Annie's Merch)
- The family vlog YouTube channel Bratayley: https://www.youtube.com/user/Bratayley